# Захват дворца Иолани

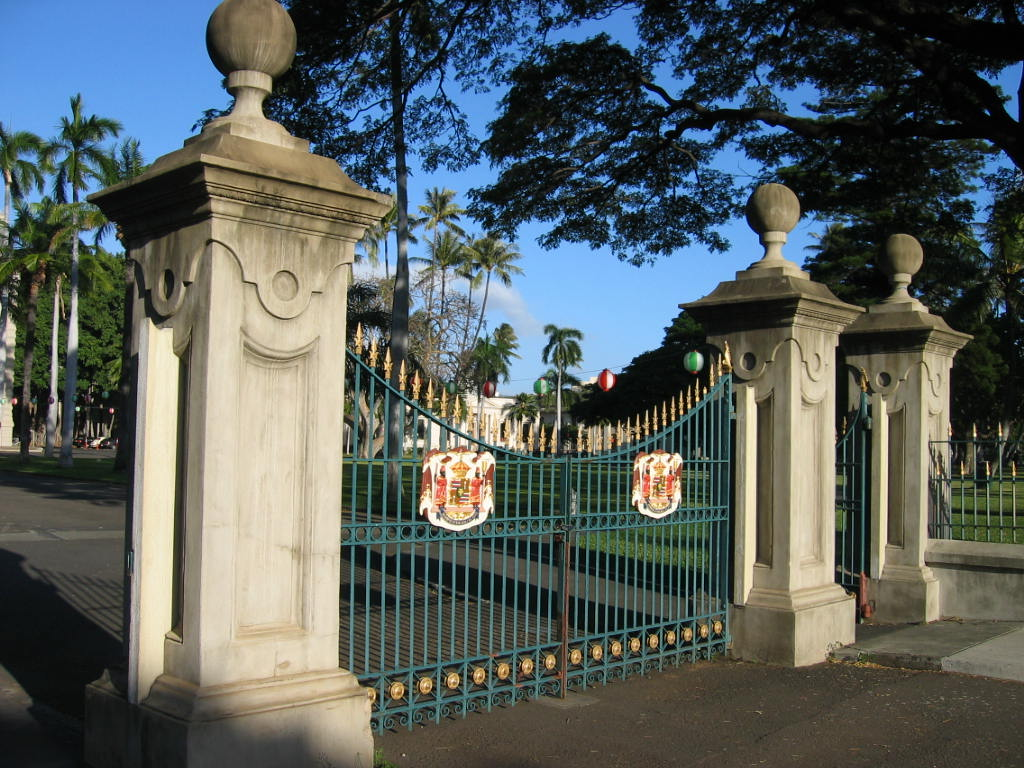
Главные ворота дворца Иолани

В 2008 году две группы, участвовавшие в Гавайском движении за суверенитет, предприняли две попытки занять Дворец Иолани, где проживали последние два монарха Гавайского королевства в центре Гонолулу в американском штате Гавайи.

## Оккупация территории дворца Иолани 30 апреля
Около 9:00 утра 30 апреля 2008 года примерно семьдесят членов группы, которая называла себя правительством Гавайского королевства, заблокировали вход на территорию дворца Иолани, чтобы утвердить статус группы как правительства Гавайского королевства. После переговоров между группой и Департаментом земельных и природных ресурсов Гавайев, государственным агентством, имеющим юрисдикцию над дворцом, ворота были вновь открыты около 14:00. Никто не был арестован.  Группа вернулась на территорию дворца на следующий день, но не блокировала входы в дворец и вместо этого мирно заняла часть газона дворца. 

## День Государства
15 августа 2008 года сторонники независимости заняли дворец Иолани на четыре часа. Проникновение произошло 15 августа 2008 года, в 4:30 дня, 27 членов так называемого треста Министерства национального достояния Королевства Гавайев, фракции, объединяющей национальную независимость, вошли в территорию дворца Иолани . Группу возглавлял Акахи Нуи. Двадцать членов фракции были одеты в красные рубашки с надписью «ОХРАНА» на спине желтого цвета, в то время как другие были в черном.  Предполагаемая миссия группы состояла в том, чтобы установить дворец как новое место правительства, подорвать правительство штата и объявить независимость Гавайев от Соединенных Штатов .
Шесть сотрудников «Друзей Иоланаи Паланс» и его директора Киппен де Альба Чу заперли здания и заперлись в административном здании.  Управляющий объектами Ноелани А Юен попытался помешать злоумышленникам заблокировать восточные ворота но был ранен нарушителями. Она вошла в административное здание. Группа подняла свой флаг и вошла в казармы Иолани и дворец .

### Разногласия
Во время инцидента с нарушением правил, городской полицейский отказался остановить нарушителей, потому что территория дворца является государственной собственностью и, следовательно, находится под юрисдикцией государственной полиции, HDPS . Начальник полиции Буасс Корреа отклонил требования его офицеров, совершивших проступки.

### Последствия
После вторжения были составлены планы по улучшению безопасности дворца. Два члена группы были обвинены в нападении и шесть - в краже со взломом.